# Resolució 1043 del Consell de Seguretat de les Nacions Unides
La Resolució 1043 del Consell de Seguretat de les Nacions Unides fou adoptada per unanimitat el 31 de gener de 1996. Després de recordar les resolucions anteriors sobre Croàcia inclosa la Resolució 1037 (1996) que va establir l'Autoritat Provisional de les Nacions Unides per a Eslavònia Oriental, Baranja i Sírmia Occidental, el Consell va autoritzar el desplegament de 100 observadors militars durant un període inicial de sis mesos.